# Camutanga
Camutanga es un municipio brasileño del Estado de Pernambuco. Tiene un población estimada al 2020 de 8.572 habitantes, según el IBGE.

## Historia
El nombre del municipio es de origen indígena y significa "una especia de avispa o loro de varios colores". Sus primeros habitantes también llamaban la región Caanga, que significa casa de las avispas.
En 1911 la población de Ferreiros era sede del distrito de Ferreiros y pertenecía al municipio de Itambé. Posteriormente la sede del distrito fue transferido para Camutanga. En 1933 el distrito pasa a llamarse Camutanga. En 1963, el distrito de Camutanga pasó a constituir municipio autónomo, con su sede elevada a la categoría de ciudad, en consonancia con la Ley Provincial nº 4.940, de 20 de diciembre. La instalación del municipio ocurrió en 8 de marzo de 1964. Camutanga es una de las ciudades más pequeñas de Pernambuco.